# Dysstroma tricolorata
Dysstroma tricolorata là một loài bướm đêm trong họ Geometridae.